# Операция „Флавиус“
Операция „Флавиус“ (на английски: Operation Flavius) е военна операция на Специалната въздушна служба на Великобритания, проведена в Гибралтар на 6 март 1988 година. При нея са убити трима членове на Временната ирландска републиканска армия, заподозрени в подготовка на терористично нападение.